# Veronica Guerin
Veronica Guerin (Dublin, 1959. július 5. – Dublin,  1996. június 26.) bűnügyekre szakosodott ír újságíró.
Számvitelt tanult a Trinity College-ban. Érettségi után apja cégénél dolgozott. Évekkel később PR-céget alapított. 1983 és 1984 között a Fianna Fáil politikai párt titkáraként dolgozott a New Ireland Forumon. Ezután Charles Haughey személyi asszisztenseként szolgált, és családja barátja lett.
1990-ben lett riporter, a Sunday Business Post és a Sunday Tribune újságokba írt.
1996. június 26-án kábítószer-kereskedők támadták meg, és halálosan megsebesült.
A Lapzárta – Veronica Guerin története című 2003-as film az újságíró életét és munkásságát meséli el. A főszerepben Cate Blanchett, a rendező Joel Schumacher.